# Ida Jarcsek-Gaza
Ida Jarcsek-Gaza (* 1947 in Timișoara (deutsch Temeswar), Königreich Rumänien) ist eine Schauspielerin und ehemalige Intendantin (2003–2007) des Deutschen Staatstheaters Temeswar (DSTT). Von 1992 bis zu ihrer Ernennung als Intendantin des DSTT im Jahr 2003 war sie Lehrstuhlinhaberin des Fachbereichs Schauspiel in deutscher Sprache der Musikfakultät der West-Universität Temeswar.

## Leben

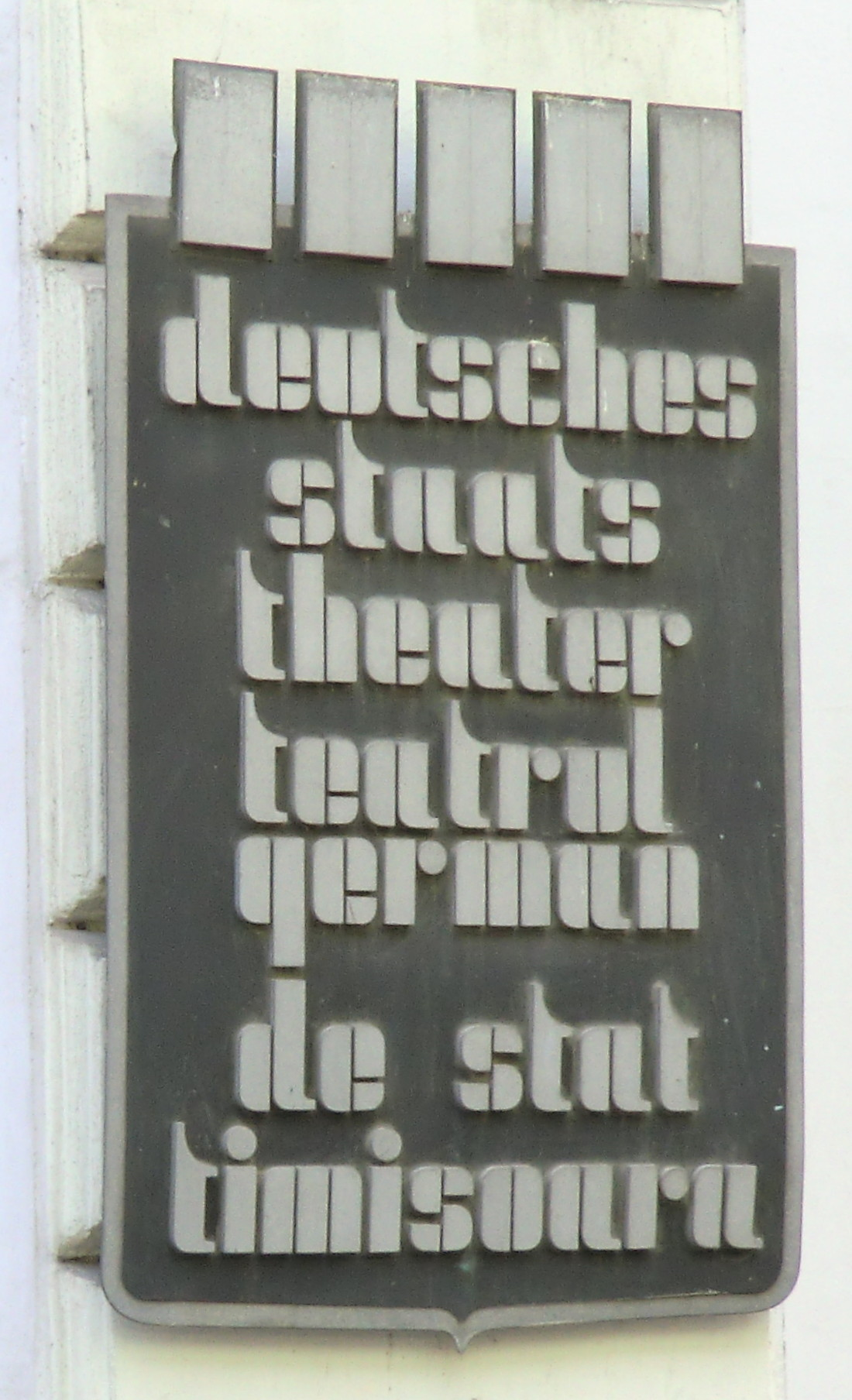
Deutsches Staatstheater Temeswar

### Schauspielerin
Ida Jarcsek wurde 1947 im Banater Timișoara geboren. Sie studierte Schauspielkunst an der Nationaluniversität der Theater- und Filmkunst „Ion Luca Caragiale“ in Bukarest. Seit dem Abschluss der deutschen Abteilung der Bukarester Theater- und Filmhochschule spielt sie am Deutschen Staatstheater Temeswar, wo sie am 11. November 1970 als Clarisse in Goldonis Diener zweier Herren debütierte.
Ihren ersten Erfolg feierte sie als Gretchen in Goethes Urfaust (1973). Weitere Hauptrollen, die sie verkörperte, waren: Iphigenie in Goethes Bühnenstück Iphigenie auf Tauris (1982), Yvette in Brechts Mutter Courage und ihre Kinder (1988), Klytämnestra, Katharina Luther und Laura in Brückners Stück „Ungehaltene Reden ungehaltener Frauen“ (1990), Bernarda Alba in Lorcas Bernarda Albas Haus (1996), Winnie in Becketts Glückliche Tage (1997) Irina Arkadina in Tschechows Drama Die Möwe (1998), Daja in Lessings Nathan der Weise (2000), Mary Tyrone in O’Neills Stück Eines langen Tages Reise in die Nacht (2001).
Nachdem Ida Gaza bereits als Ammerich in der Dramatisierung von Adam Müller-Guttenbrunns Roman „Meister Jakob und seine Kinder“ (1978) geglänzt hatte, erhielt sie für Hans Kehrers Mundartstück Zwei Schwestern. Eine schwäbische Passion beim Landesfestival in Sfântu Gheorghe die Auszeichnung für die beste künstlerische Leistung (1980). Mit diesem Stück, das die Deportation der Rumäniendeutschen in die Sowjetunion im Januar 1945 behandelt, ging sie zusammen mit ihrer Schwester Ildikó Jarcsek-Zamfirescu 1991 auf Deutschland-Tournee. Es war zweifellos ein Höhepunkt ihrer schauspielerischen Karriere. 
Als Theresia Steingasser, eine paradigmatische Gestalt der Banater Geschichte, war sie in Monodramen ein Garant für beachtliche darstellerische Expressivität, für die sie zahlreiche Preise erhielt.
Nach der politischen Wende in Rumänien trat Ida Gaza zusammen mit ihrer Schwester Ildikó Jarcsek-Zamfirescu zum ersten Mal vor bundesdeutschem Publikum auf. In Karlsruhe war im April 1991 bei den Europäischen Kulturtagen auch das DSTT vertreten. Die Literaturverfilmung von Peter Patzak „Im Kreis der Iris“ wurde am 6. April 1993 im ZDF ausgestrahlt. Die Aufführung des Schauspiels „Zwei Schwestern“ von Hans Kehrer wurde von Adrian Drăguşin 1998 für das rumänische Fernsehen verfilmt.

### Regisseurin und Lehrstuhlinhaberin
Bei dem Lyrikabend ihrer Schwester Ildikó Jarcsek-Zamfirescu, der deutsche rumänische und ungarische Verse vereinte, führte Ida Gaza 1981 zum ersten Mal Regie. Bei Christine Brückners „Die Liebe hat einen neuen Namen“ (1988) war Ida Gaza sowohl Darstellerin als auch Spielleiterin und auch die Märchenspiele Hans im Glück (1989) und Max und Moritz (1990) entstanden unter ihrer Leitung.
1992 gründete Ida Jarcsek-Gaza die deutsche Abteilung für Schauspielkunst an der Musikhochschule der West-Universität Temeswar, mit dem Ziel Nachwuchs für das deutsche Staatstheater auszubilden. Mit der Aufstockung des künstlerischen Personals kämpfte die Einrichtung schon in den 1980er Jahren. Hauptgrund war die massive Auswanderung der Banater Schwaben, wodurch das DSTT nicht nur seine Schauspieler, sondern auch sein Publikum verlor. Heute besteht das Ensemble vorwiegend aus ehemaligen Absolventen der deutschen Schauspielabteilung.
Ab 1992 wurde Regie eine der wichtigsten Tätigkeiten der Lehrstuhlinhaberin Ida Gaza, die an der neu gegründeten deutschen Schauspielklasse der Fakultät für Musik und Schauspielkunst der West-Universität Temeswar unterrichtete. Die Inszenierungen dieser Klassen wurden häufig ausgezeichnet. Horváths „Don Juan kommt aus dem Krieg“ war 1996 die erste Arbeit der Studenten, die in den Spielplan des DSTT aufgenommen wurde.
Ida Gaza war bis zu ihrer Ernennung als Direktorin des DSTT am 1. September 2003 Leiterin des Fachbereichs Schauspiel in deutscher Sprache an der Musikfakultät der West-Universität Temeswar.

### Intendantin
Nach 1977 begann, infolge des Abkommens zwischen Bundeskanzler Helmut Schmidt und Staatspräsident Nicolae Ceaușescu, die Abwanderung der Banater Schwaben in die Bundesrepublik Deutschland. Mit dem daraus folgenden Publikums- und Schauspielerschwund hatte Ida Jarcsek-Gaza, wie bereits ihre Schwester Ildikó Jarcsek-Zamfirescu in den 1980er Jahren und Anfang der 1990er Jahre, als Intendantin der 2000er Jahre verstärkt zu kämpfen.
Von September 2003 bis Oktober 2007 war sie Intendantin des Deutschen Staatstheaters Temeswar. In den vier Spielzeiten ihrer Amtszeit produzierte das DSTT überregional anerkannte Inszenierungen wie „König Cymbelin“, „Feuergesicht“, Die Stühle von Eugène Ionesco, Die Dreigroschenoper von Bertolt Brecht, Das Urteil von Franz Kafka, ebenso geschätzte Studiowerke.
Ein besonderes Augenmerk galt der neuen Dramatik, dem Ausbau der Kontakte zu Künstlern und Institutionen aus dem deutschen Sprachraum sowie der stärkeren überregionalen Breitenwirkung des DSTT. Das Haus bestritt regelmäßige Gastspiele in der Hauptstadt Bukarest und in fast allen Gebieten mit deutschsprachiger Bevölkerung sowie in Deutschland, Ungarn, Österreich und Kroatien. Die zunehmende Sichtbarkeit des Deutschen Staatstheaters Temeswar wurde auch durch die wiederholten Einladungen zu renommierten Festivals bestätigt, wie das Nationale Theaterfestival in Bukarest, das Internationale Theaterfestival in Hermannstadt, die Internationalen Shakespeare-Festspiele in Craiova.
Die Unterstützung durch das Stuttgarter Institut für Auslandsbeziehungen ermöglichte es den Gastregisseuren aus Deutschland und Österreich anspruchsvolle Inszenierungen vorzubereiten, wie etwa Schillers Braut von Messina oder Greigs „Die letzte Botschaft des Kosmonauten“. Eine Partnerschaft mit der Badischen Landesbühne Bruchsal, für die sich der baden-württembergische Innenminister Heribert Rech einsetzte, entstand ab 2005.
Am 15. Januar 2024 überreichte Bürgermeister Dominic Fritz der Schauspielerin Ida Jarcsek-Gaza die Ehrenbürgerwürde der Stadt Temeswar im Capitol-Saal der Banater Philharmonie. Der Intendant des Deutschen Staatstheaters Temeswar (DSTT), Lucian Vărșăndan, würdigte in seiner Laudatio den außerordentlichen Beitrag der Schauspielerin zur Förderung und Kontinuität der deutschen kulturellen Tradition in der Stadt.

## Preise
Im Laufe ihrer Schauspielkarriere erhielt Ida Gaza mehrere Preise:
- 1980 Hauptpreis beim Festival der Minderheitentheater in Sfântu Gheorghe
- 1981 Darstellerpreis beim Kurztheaterfestival Großwardein, für ihre Rolle aus „Der Mann als Hund“ von Osvaldo Dragún
- 1991 Darstellerpreis beim Kurztheaterfestival Großwardein, für ihre Rollen aus „Ungehaltene Reden ungehaltener Frauen“ von Christine Brückner
- 1992 Darstellerpreis bei den Festspielen in Bacău, für ihre Rolle aus „Und immer wieder Medea“ (Ungarische Medea) von Göncz Arpád
- 1999 Darstellerpreis beim Internationalen Festival für Studio-Theater, für ihre Rolle aus „Glückliche Tage“ von Samuel Beckett
- 2000 Stefan-Jäger-Ehrendiplom und -medaille für besondere Verdienste in der Förderung des rumäniendeutschen Theaters
- 2002 Ehrendiplom des Kreisrates für Verdienste in der Kulturtätigkeit des Kreises Timiș
- 2023 Preis des rumänischen Theaterverbands UNITER für ihr gesamtes Schaffen[5]
- 2024 Ehrenbürger der Stadt Timişoara[4]